# Jean Farès
Jean Farès es una película del año 2001.

## Sinopsis
La noche del nacimiento de su hijo, Driss Ben-Yali está solo en las calles de la ciudad; Juliette, su mujer, y su hijo se han quedado en la clínica. Sin saber cómo contener su euforia, decide llamar a su casa, a Argel, y a casa de los padres de Juliette, en Versalles, para anunciar la buena nueva…